# 20Y busz (Sopron)
A soproni 20Y jelzésű autóbusz Jereván lakótelep és Ipar körút, vámudvar végállomások között közlekedett.

## Története
2004. június 14-től 2012. április 30-ig 20M jelzéssel hasonló útvonalon közlekedett már buszjárat Sopronban. A két járat közti különbség, hogy a 20M csak az Ipar körút felé érintette az Erzsébet Kórházat, ezen kívül nem tért be a vasútállomáshoz (a Csengery utca után rögtön a Mátyás király utcába kanyarodott), valamint az Ipar körút felé a Várkerület helyett az Ógabona téren haladt. Üzemidejében is hasonlít a két járat, a régi 20M is csak munkanapokon járt néhány indulással az Ipar körút felé, viszont az csak egy alkalommal tért vissza a Jereván lakótelepre, a többi busz 4-es jelzéssel indult tovább. A 20M a kezdeti időszakban még a Konténer Terminálig (most: Ipar körút, AWF Kft.) közlekedett.
 Alapjárata, a 20-as busz ugyanezen az útvonalon, de csak a Jereván lakótelep és az Erzsébet Kórház között közlekedett.
 2023. december 10-től jelentősen átszervezték a belváros buszhálózatát, néhány járat összevonásra került. A módosítások értelmében a 20-as és 20Y jelzésű autóbuszok a továbbiakban nem közlekednek, szerepüket az új 7-es és 27-es körjáratok, valamint azok betétjáratai veszik át, amelyek a korábbi 20-as buszok teljes útvonalát lefedik. A 20Y jelzésű járat korábbi indulási időpontjaiban viszont 5A busz indul az Ipar körút felé.

## Közlekedés
A vonalon Ikarus 260, Ikarus 280, Ikarus 415, Credo BC 11, Credo BN 12, Credo BN 18, Rába Premier 091, Mercedes-Benz Citaro, Mercedes-Benz Citaro G és MAN Lion’s City típusú járművek közlekedtek.
 
Az autóbusz csak munkanapokon közlekedett, a reggeli órákban 2-2 indulással.

## Útvonal
| Jereván lakótelep → Ipar körút, vámudvar |
| --- |
| Jereván lakótelep végállomás – IV. László király utca – Teleki Pál út – Lackner Kristóf utca – Várkerület – Széchenyi tér – Erzsébet utca – Csengery utca – Kőszegi út – Győri út – Ipar körút – Ipar körút, vámudvar végállomás |

| Ipar körút, vámudvar → Jereván lakótelep |
| --- |
| Ipar körút, vámudvar végállomás – Ipar körút – Győri út – Csengery utca – Kőszegi út – Győri út – Csengery utca – Erzsébet utca – Állomás utca – Mátyás király utca – Széchenyi tér – Várkerület – Lackner Kristóf utca – Teleki Pál út – IV. László király utca – Jereván lakótelep végállomás |

## Megállóhelyek
| Távolság (km) | Idő (perc) | Megállóhely neve / korábbi neve(i)                          | Idő (perc) | Távolság (km) | Átszállási lehetőségek a 2023. december 9-ig érvényes menetrend szerint                                                                                   | Fontosabb nevezetességek, helyek, áruházak és intézmények a közelben |
| ------------- | ---------- | ----------------------------------------------------------- | ---------- | ------------- | --- | --- |
| 0             | 0          | Jereván lakótelep                                           | 26         | 7,9           | 1, 2, 3Y, 5, 5A, 5Y, 6, 7A, 7B, 10, 10B, 11, 11B, 12, 13, 17, 20, 27, 27B                                                                                 | Helyi buszvégállomás |
| 0,5           | 1          | IV. László király utca 5.                                   | 24         | 7,4           | 3Y, 5, 5A, 5B, 10, 10B, 11, 11A, 11B, 20, 27Y | Posta Soproni Szakképzési Centrum Fáy András Két Tanítási Nyelvű Közgazdasági Technikum |
| 1,0           | 2          | Teleki Pál út 2.                                            | 23         | 6,9           | 1, 2, 3Y, 5, 5A, 5B, 5Y, 6, 7, 7A, 7B, 10, 10B, 11Y, 12, 13, 13B, 17, 20, 27, 27B                                                                         | McDonald’s étterem Sopron Pláza Káposztás utcai Stadion Ibolya-tó |
| 1,7           | 4          | Lackner Kristóf utca, autóbusz-állomás                      | 22         | 6,3           | 1, 2, 3, 3Y, 4, 5, 5A, 5B, 5T, 5Y, 6, 7, 7A, 7B, 8, 10, 10B, 11Y, 12, 13, 13B, 14, 14B, 17, 20, 21, 27, 27B, 32, 33 Helyközi és távolsági autóbuszjáratok | Soproni autóbusz-állomás Soproni Rendőrkapitányság Káposztás utcai Stadion INTERSPAR áruház Vásárcsarnok                                                                                        |
| –             | –          | Várkerület, Festő köz                                       | 20         | 5,8           | 1, 2, 3Y, 4, 5, 5A, 5B, 5T, 6, 10, 10B, 11Y, 12, 13, 13B, 14, 14B, 17, 20, 32, 33                                                                         | Tűztorony Városháza Mária-szobor Szentháromság-szobor Posta Szent György-templom Scarbantia Régészeti Park                                                                                      |
| 2,2           | 6          | Várkerület, Mária-szobor                                    | –          | –             | 1, 2, 10, 10B, 20 | Tűztorony Városháza Mária-szobor Szentháromság-szobor Posta Szent György-templom Scarbantia Régészeti Park                                                                                      |
| –             | –          | Várkerület, Árpád utca Várkerület 59. (Árpád utca)          | 18         | 5,4           | 1, 2, 10, 10B, 20 | Tűztorony Városháza Mária-szobor Szentháromság-szobor Posta Szent György-templom Scarbantia Régészeti Park                                                                                      |
| 2,7           | 8          | Várkerület, Ötvös utca Várkerület 87. (Ötvös utca)          | 16         | 5,1           | 1, 2, 3Y, 4, 5, 5A, 5B, 5T, 6, 10, 10B, 11, 11A, 11B, 11Y, 12, 13B, 14, 14B, 20, 27Y, 32, 33                                                              | Liszt Ferenc Konferencia- és Kulturális Központ Soproni Petőfi Színház Posta Soproni Szent Júdás Tádé-templom SOE Lámfalussy Sándor Közgazdaságtudományi Kar Európa leghosszabb tere – Deák tér |
| 3,1           | 10         | Erzsébet utca                                               | –          | –             | 1, 2, 3Y, 4, 5, 5A, 5B, 5T, 6, 10, 10B, 11, 11A, 11B, 11Y, 12, 13B, 14, 14B, 17, 20, 22, 27Y, 32, 33                                                      | Liszt Ferenc Konferencia- és Kulturális Központ Soproni Petőfi Színház Posta Soproni Szent Júdás Tádé-templom SOE Lámfalussy Sándor Közgazdaságtudományi Kar Európa leghosszabb tere – Deák tér |
| –             | –          | Mátyás király utca, Deák tér                                | 14         | 4,8           | 1, 2, 3Y, 4, 5, 5A, 5T, 7, 7B, 10, 10B, 11, 11A, 11B, 11Y, 12, 20, 27, 27B, 27Y, 32                                                                       | Liszt Ferenc Konferencia- és Kulturális Központ Soproni Petőfi Színház Posta Soproni Szent Júdás Tádé-templom SOE Lámfalussy Sándor Közgazdaságtudományi Kar Európa leghosszabb tere – Deák tér |
| –             | –          | GYSEV pályaudvar                                            | 12         | 4,6           | 1, 2, 3Y, 4, 5, 5A, 5T, 7, 7B, 10, 10B, 11, 11A, 11B, 11Y, 12, 12V, 17, 20, 22, 27, 27B, 27Y, 32 Helyközi és távolsági autóbuszjáratok                    | Sopron vasútállomás GYSEV Zrt. SPAR szupermarket |
| 3,7           | 12         | Csengery utca, nyomda                                       | 10         | 4,1           | 1, 2, 3Y, 4, 5, 5A, 5T, 7, 7B, 10, 10B, 11, 11A, 11B, 11Y, 12, 12V, 17, 20, 22, 27, 27B, 27Y, 32 Helyközi és távolsági autóbuszjáratok                    | Sopron vasútállomás GYSEV Zrt. SPAR szupermarket |
| –             | –          | Csengery utca 89.                                           | 9          | 3,7           | 4, 5, 5A, 5T, 5Y, 7, 7A, 7B, 11, 11A, 11B, 11Y, 17, 20, 22, 27, 27B, 27Y, 32 Helyközi és távolsági autóbuszjáratok                                        | Soproni Erzsébet Oktató Kórház és Rehabilitációs Intézet Posta |
| 4,3           | 14         | Kőszegi út 1.                                               | –          | –             | 4, 5, 5A, 5T, 5Y, 7, 7A, 7B, 11, 11A, 11B, 11Y, 17, 20, 22, 27, 27B, 27Y, 32 Helyközi és távolsági autóbuszjáratok                                        | Soproni Erzsébet Oktató Kórház és Rehabilitációs Intézet Posta |
| 5,1           | 16         | Győri út, Erzsébet Kórház                                   | 7          | 3,0           | 7, 7B, 11, 11B, 20, 27, 27B | Soproni Erzsébet Oktató Kórház és Rehabilitációs Intézet Posta |
| –             | –          | Kőszegi út 1.                                               | 5          | 2,2           | 4, 5, 5A, 5T, 5Y, 7, 7A, 7B, 11, 11A, 11B, 11Y, 17, 20, 22, 27, 27B, 27Y, 32 Helyközi és távolsági autóbuszjáratok                                        | Soproni Erzsébet Oktató Kórház és Rehabilitációs Intézet Posta |
| –             | –          | Csengery utca, kórház Csengery utca, OMV benzinkút (kórház) | 4          | 2,0           | 4, 5, 5A, 5T, 5Y, 7, 7A, 7B, 11, 11A, 11B, 11Y, 17, 20, 22, 27, 27B, 27Y, 32 Helyközi és távolsági autóbuszjáratok                                        | Soproni Erzsébet Oktató Kórház és Rehabilitációs Intézet Posta |
| 5,8           | 18         | Győri út, autómosó Győri út, Agip benzinkút                 | 3          | 1,4           | 4, 5, 5A, 5T, 5Y, 22 | Lidl áruház |
| –             | –          | Győri út, AlphApark Győri út, postaüzemek                   | 2          | 0,9           | 4, 5, 5A, 5B, 5T, 5Y, 22 Helyközi és távolsági autóbuszjáratok                                                                                            | AlphApark bevásárlóudvar Family Center bevásárlóudvar TESCO áruház Aldi áruház OBI áruház Mömax áruház Burger King étterem KFC étterem                                                          |
| 6,6           | 20         | Ipar körút, TESCO áruház Ipar körút, postaüzemek            | 1          | 0,5           | 4, 5, 5A, 5B, 5T, 5Y, 22 Helyközi és távolsági autóbuszjáratok                                                                                            | AlphApark bevásárlóudvar Family Center bevásárlóudvar TESCO áruház Aldi áruház OBI áruház Mömax áruház Burger King étterem KFC étterem                                                          |
| 7,1           | 21         | Ipar körút, IMS kft.                                        | –          | –             | 4, 5, 5A, 5Y, 22 | |
| 7,3           | 22         | Ipar körút, vámudvar Ipar körút 19.                         | 0          | 0             | 4, 5, 5A, 5B, 5Y | Vám- és Pénzügyőri Hivatal Soproni Szolgálati Hely |